# Italofilia

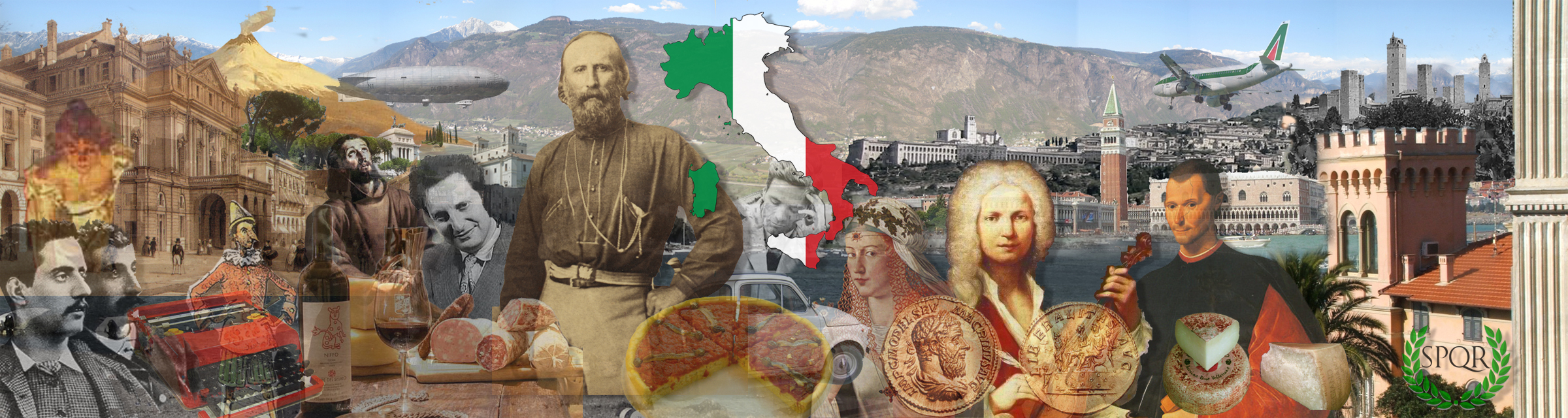
Símbolos de Italia, apreciados en todo el mundo por los italófilos

Italofilia es la admiración, aprecio y amor por Italia y su cultura, sociedad y desarrollo.

## Características
La palabra históricamente es usada principalmente en dos áreas: en política internacional y en cultura. Actualmente, es muy usada también en el área económica y en el estilo de vida.

## Italofilia en la historia
Italia en la antigüedad fue identificada con el Imperio romano, pero desde el Medioevo su identificación fue con el Renacimiento (creado y desarrollado en Italia especialmente en los siglos XIV, XV y XVI).
En efecto en Inglaterra la dinastía de los Hannover promovió las artes y esto atrajo muchos artistas italianos. Como consecuencia en la Inglaterra del siglo de Shakespeare hubo una forma moderada de italofilia: el mismo William Shakespeare fue un entusiasta admirador de la Italia del Renacimiento en varias de sus obras (como Romeo y Julieta y El mercader de Venecia). El académico Lamberto Tassinari llegó a declarar que Shakespeare tenía una "fascinación" con Italia.
También en Francia hubo italofilia durante el Renacimiento: Francisco I admiraba Italia y trajo muchos italianos (desde artistas a jueces) a su corte, como el mismo Leonardo da Vinci que le dio su famosa Gioconda. Lo mismo sucedió en España y en Portugal, donde las cortes adoptaron el estilo de vida italiano: el Rey Juan II de Portugal imitó los príncipes italianos y sus refinados modales.
Sucesivamente en el siglo XVIII fue muy famoso el llamado Grand Tour, donde venía visitada Italia por parte de los nobles y de los burgueses enriquecidos de Europa (que apreciaban mucho la arquitectura y la música italiana, como Goethe y Mozart).
En el siglo XIX hubo mucha simpatía por Italia y su unificación política: John Ruskin y la misma reina Victoria de Gran Bretaña (que admiraba la ópera italiana) fueron moderados italófilos que apreciaron a Giuseppe Garibaldi y los italianos.
Durante el fascismo fueron varios los líderes políticos que mostraron italofilia, modelando sus regímenes según el de Benito Mussolini: Adolf Hitler (Alemania), Francisco Franco (España) y António de Oliveira Salazar (Portugal) fueron admiradores de Italia. Juan Domingo Perón fue el más famoso de estos seguidores en América Latina: el crítico Carlos Fayt afirmó que el peronismo fue una "implementación argentina del fascismo italiano".

## Italofilia contemporánea
Después de la Segunda Guerra Mundial, Italia ha disfrutado de un desarrollo económico enorme y está siendo admirada por muchas razones. Entre las más famosas son los automóviles Ferrari o Maserati y el "design" italiano.

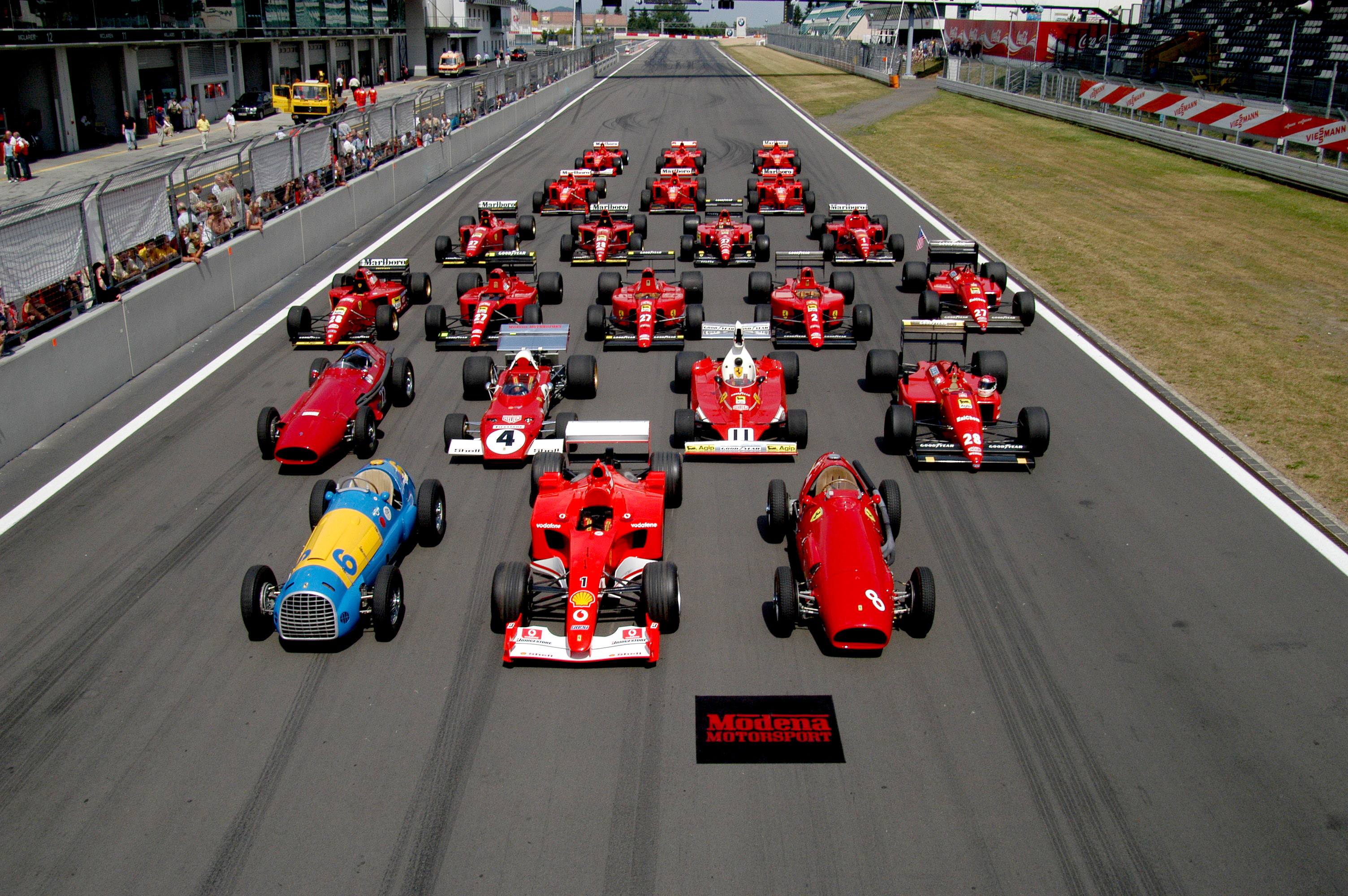
22 coches de Fórmula 1 usados por Ferrari a lo largo de su historia. Ferrari es una de las razones del desarrollo de la italofilia actual.

La moda italiana es admirada en todo el mundo: marcas como Gucci y Benetton son imitadas por muchos diseñadores desde China a América Latina. De hecho, muchos italófilos en el mundo compran de las principales casas de moda italianas como Armani, Valentino, Prada, Dolce & Gabbana, Ferragamo, Versace y Fendi.
Un importante símbolo de italofilia en el mundo es el aprecio por la cocina italiana. Por ejemplo, la pizza napolitana es considerada como el alimento más universal en la sociedad occidental contemporánea: en Nueva York (EE. UU.) y São Paulo (Brasil) un millón de pizzas se consumen todos los días.
Además, uno de los mejores indicadores de italofilia se puede encontrar en los 44 millones de turistas que visitan Italia cada año. Muchos de ellos viajan a Italia porque el país alberga 58 sitios inscritos como Patrimonio de la Humanidad por la UNESCO, más que cualquier otro país del mundo.
En los países de América que vieron una gran emigración italiana en los siglos pasados, hay una amplia italofilia: Argentina, Brasil, Uruguay, Canadá, Venezuela y EE. UU. tienen millones de descendientes de italianos que promueven en sus respectivas sociedades el amor y el aprecio por Italia, favoreciendo el comercio y uso de productos italianos.
Giorgio Silvestri (director de la "Assemblea Legislativa della Liguria") ha calculado que hay cerca de 250 millones de italófilos en el mundo.